# Kostel Nanebevzetí Panny Marie a svatého Karla Velikého
Kostel Nanebevzetí Panny Marie a svatého Karla Velikého na pražském Karlově je původně gotický, barokně přestavěný a doplněný kostel. Je součástí areálu bývalého kláštera augustiniánů kanovníků v Praze na Karlově, nad pražským Nuselským údolím.

## Historie

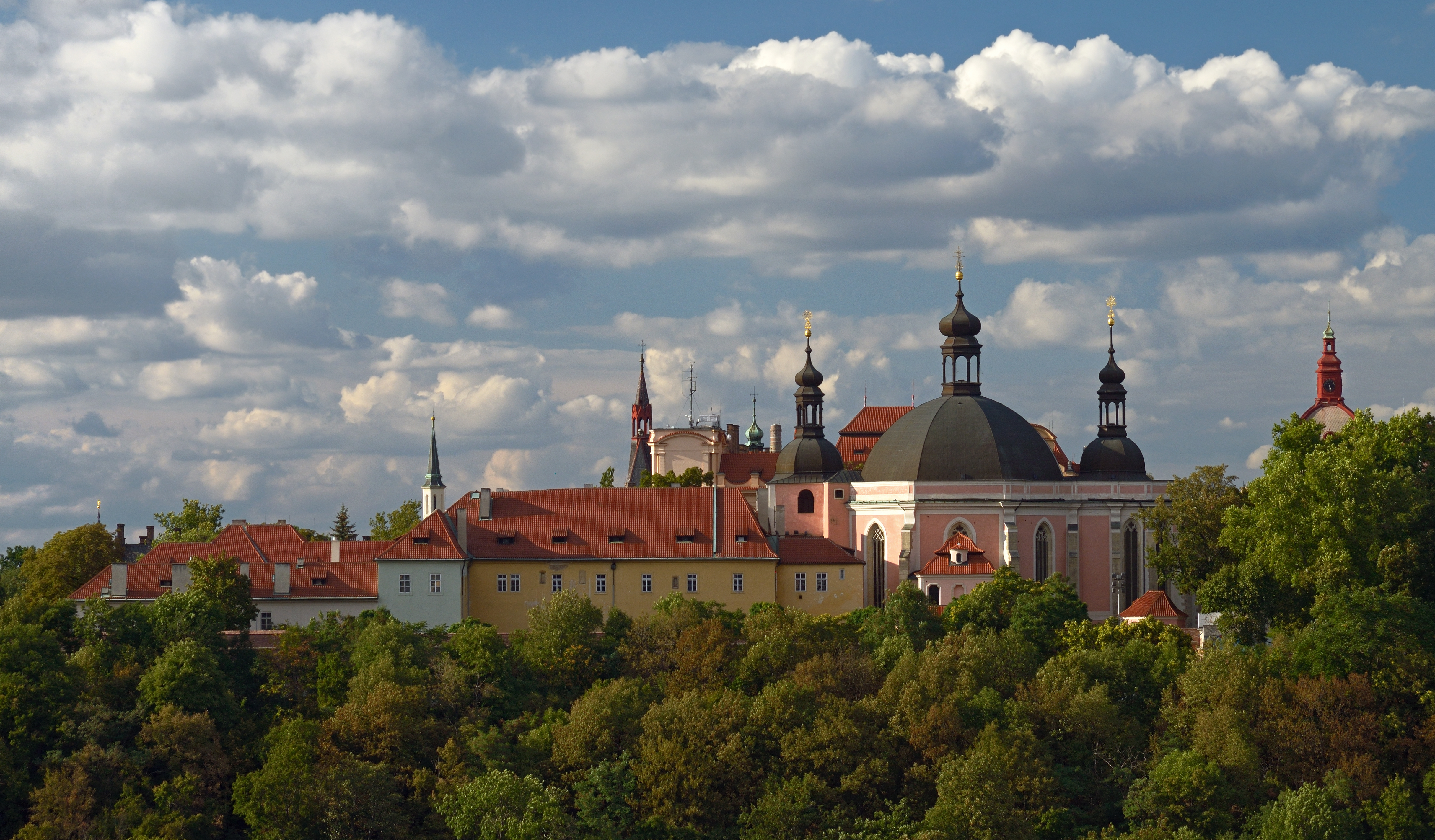
Pohled na areál kláštera s kostelem od jihu z Vyšehradu

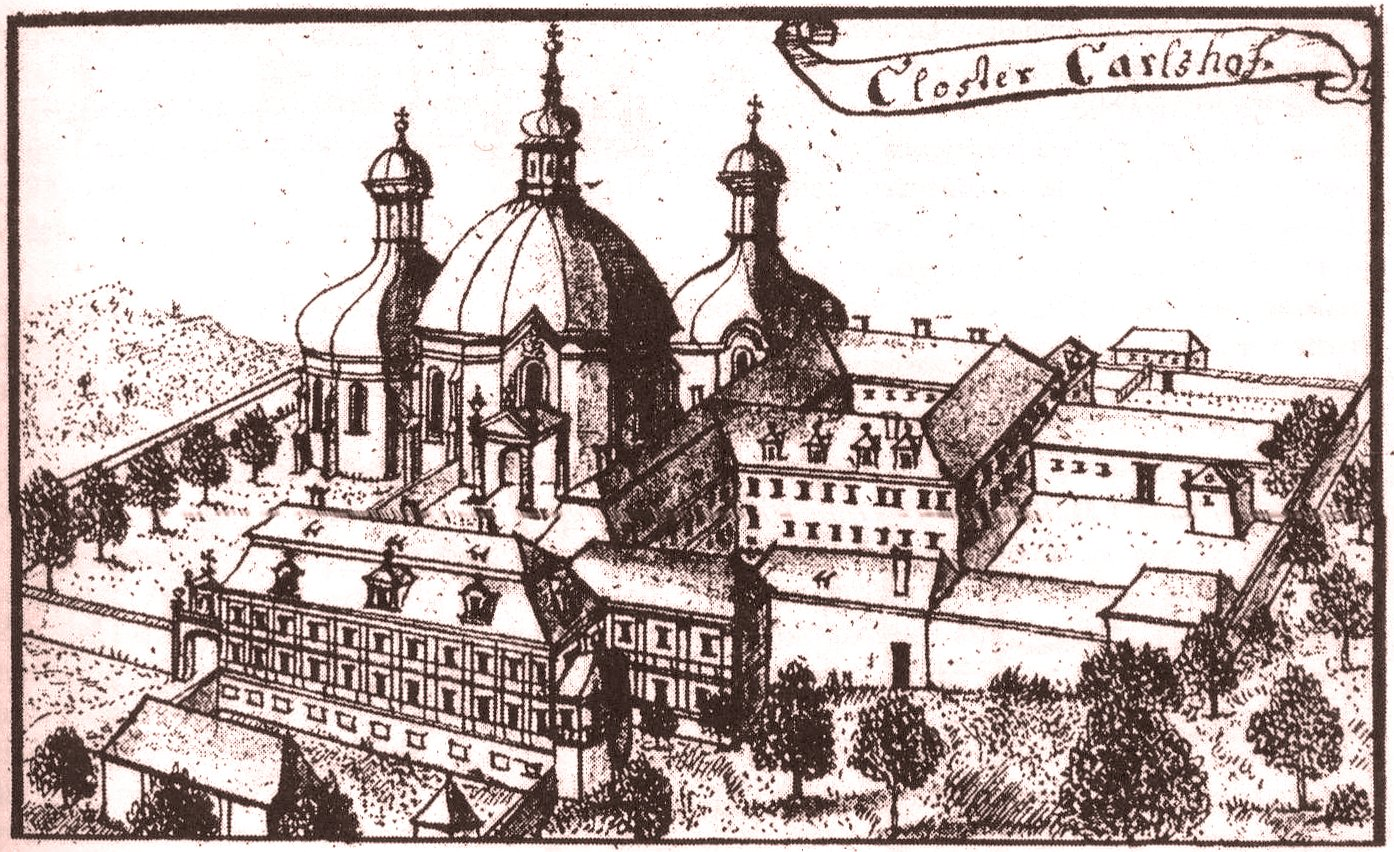
Konvent augustiniánů kanovníků na Karlově – vyobrazení z druhé pol. 18. stol. Vpředu prelatura, za ní vlevo kostel a vpravo budovy kláštera

Kostel Nanebevzetí Panny Marie a svatého Karla Velikého v Praze na Karlově založil jako součást kanonie augustiniánů kanovníků v rámci velkorysé výstavby Nového Města císař Karel IV., který chtěl těmito svými zakladatelskými počiny pozvednout význam Prahy na úroveň odpovídající hlavnímu městu Římské říše. Odpovídá tomu i značně nezvyklá podoba kostela související s jeho patrociniem. Osmiboký půdorys lodi kostela přímo odkazuje na hlavní stavbu cášské falce Karla Velikého, kostel Panny Marie, který byl postaven na šestnáctiúhelníkovém půdoryse s vnitřním oktogonem. Centrální půdorys kostela je pro gotickou architekturu velmi nezvyklý a zřídka používaný. Dnes ovšem není jasná původní podoba zaklenutí. V úvahu přichází buďto zaklenutí na jednu střední podporu nebo zaklenutí pomocí čtveřice sloupů.

Významu kostela odpovídá i jeho zasvěcení Panně Marii jako matce Boží a Karlu Velikému jako obnoviteli Římské říše. Přestože Karla Velikého původně svatořečil vzdoropapež, toto zasvěcení pražského chrámu bylo církevně schváleno papežem Klementem V., mj. vychovatelem Karla IV. Pražští cínaři, konváři a mosazníci jej uctívali jako patrona svého cechu. Karel IV. rovněž věnoval kostelu vzácnou relikvii, tři zuby Karla Velikého.

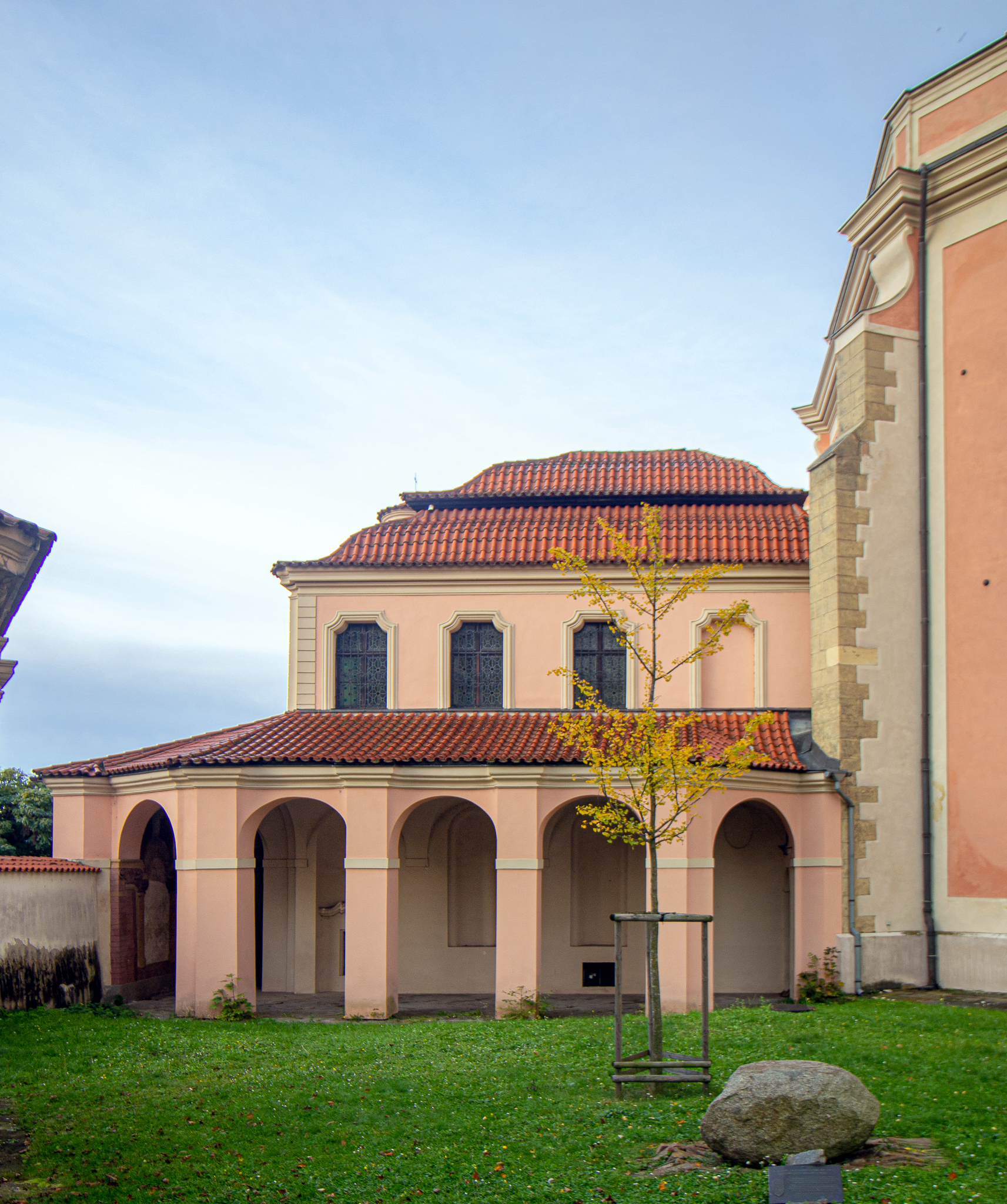
Budova svatých schodů na jižní straně kostela

Výstavba kostela probíhala od roku 1351. Podílela se na ní dvorská stavební huť Matyáše z Arrasu. Kostel vysvětil roku 1377 arcibiskup Jan Očko z Vlašimi za přítomnosti Karla IV. a jeho syna Václava IV. Kostelní budova však při svěcení patrně nebyla ještě zcela dokončena. Výstavba samotného kláštera trvala zřejmě ještě výrazně déle. Za husitských bouří byl klášter i kostel poškozen a opuštěn. Roku 1498 byl kostel po opravě znovu vysvěcen. V té době byl zřejmě také znovu zaklenut Hansem Spiessem. Z let 1502–1505 pochází také dvě pozoruhodné vitraje.
Stávající gotizující klenba však pochází až z roku 1575, kdy byl kostel znovu zaklenut odvážně řešenou kupolí s podvlečenou sítí gotizujících žeber, opatřen novým krovem a krytinou. Klenba bývá, patrně oprávněně, připisována Bonifáci Wolmutovi.
Roku 1603 budovy kanonie poškodil blesk. Kostel byl poté opět opraven a zastřešen. Roku 1676 byla uprostřed lodi chrámu vybudována nedochovaná mariazellská kaple na náklady Bernarda Ignáce z Martinic, patrně dle Orsiho projektu.
Starý úmysl vybudovat při chrámu svaté schody po vzoru Lateránské baziliky v Římě byl uskutečněn po roce 1704 odkazem hraběte ze Schönnfeldu. Probošt Luňák získal povolení ke stavbě roku 1708. S veškerou výzdobou byla stavba hotova roku 1711. Projekt byl ve třicátých letech 20. století připsán Janu Blažeji Santinimu. Tato teorie byla později podložena dalšími rozbory, přestože dodnes není doložena archivně. Ve stejné době byla k jižnímu boku přistavěna i Betlémská jeskyně (rovněž podle Santiniho projektu).
Roku 1735–1740 proběhly úpravy interiéru kostela. Vznikla nová kruchta, umožňující instalaci nových varhan od Bedřicha Semeráda, byla zrušena mariazellská kaple, vznikly nové oratoře, kazatelna a oltáře.
22. dubna 1755 postihl kostel i konvent požár. Zničené střechy byly roku 1756 obnoveny. Roku 1785 byl klášter Josefem II. zrušen a změněn na nemocnici, jejímž účelům dále sloužil. V letech 1871–1873 byla připravovaná výrazná regotizace kostela, která však byla uskutečněna pouze z malé části.

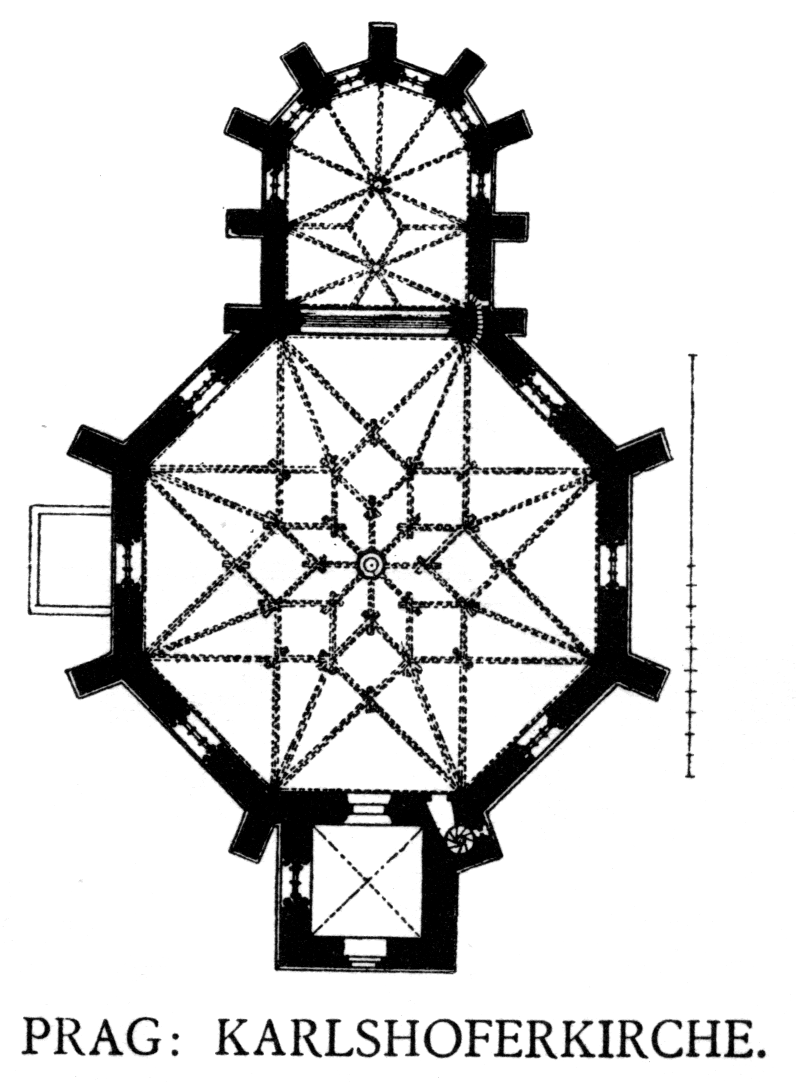
Půdorys kostela na vyobrazení z knihy Kirchliche Baukunst des Abendlandes (na plánu není zobrazena budova svatých schodů)

## Popis
Osmiboká centrální loď gotického kostela je zaklenutá pozdně gotickou cihlovou klenbou s kamennými žebry tvořícími složitější hvězdicový obrazec. Polygonální presbytář je uzavřen šesti stranami desetiúhelníka a zaklenut gotickou žebrovou klenbou. Klenba má šířku 22,8 metrů. Na opačné straně přiléhá k lodi zvonice, která svou výškou výrazně nepřevyšuje výšku lodi. Loď i presbytář jsou zevně zpevněny gotickými opěráky. Celek obíhá výrazná barokní korunní římsa nad níž vystupuje atika z téhož období. Loď, presbytář i věž jsou zastřešeny trojicí barokních kupolovitých střech s lucernami, a vytváří tak charakteristickou malebnou siluetu Karlova.
Barokní je též předsíň a především budova svatých schodů na jižní straně kostela. Okna v prvním patře jsou tvarována gotizujícím způsobem po vzoru tzv. záclonových oken pozdní gotiky. Strukturálních gotismů, ale také prvků je však v této drobné stavbě více a dosti jednoznačně dokládají Santiniho autorství, stejně jako použití dalších, pro tohoto autora typických prvků, jakými jsou výrazně tvarované římsy, pásované pilastry při nároží, konkávně probrané oblouky ambitu vytvářející houpavý rytmus či nezvykle tvarovaná střecha.

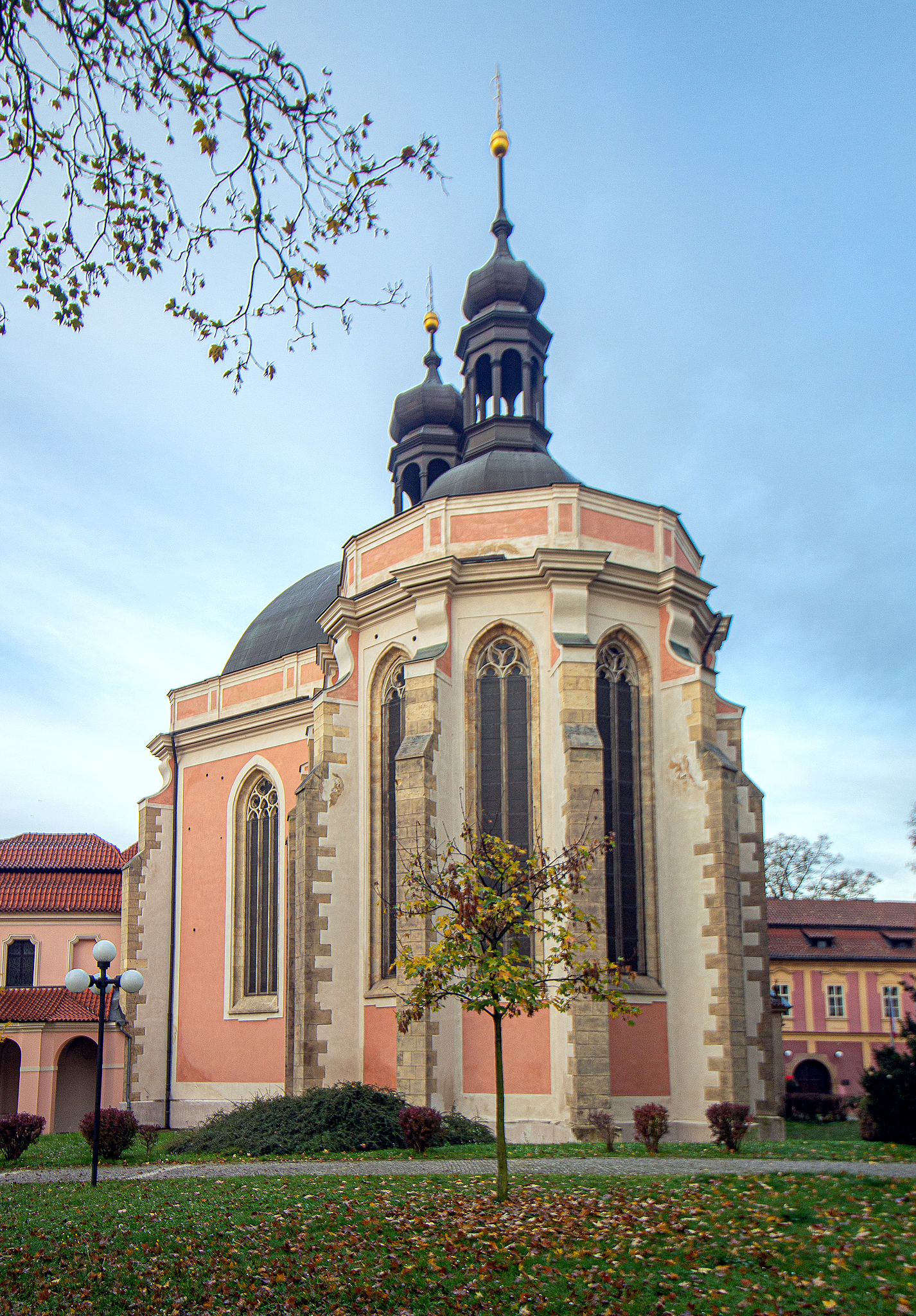
Gotický závěr kostela, pohled od jihovýchodu

Interiér kostela je vyzdoben barokním štukem a vybaven barokním mobiliářem. Nachází se zde též několik oltářních pláten Jana Jiřího Heinsche. Hlavní oltář je však neogotický z roku 1872. Novogotické jsou též kružby v oknech.
Nad portálem Svatých schodů je umístěný balkon se sochami od Jana Jiřího Šlanzovského (Ecce Homo - Kristus před Pilátem). Pod Svatými schody se nachází tzv. Malá Palestina (kaple Svatých schodů, Božího hrobu a Betlémská jeskyně). Zdi podzemních prostor byly upraveny tak, aby připomínaly krajinu Palestiny v místě Ježíšova narození. Jsou zde umístěny nejstarší dochované jesličky v Praze (1738). Autorem figur v životní velikosti (sv. Josef, Panna Maria a Jezulátko v jeslích) je Jan Jiří Šlanzovský.
V kostele se nachází tři pohřební krypty, kde byli pohřbeni opatové, řeholníci i světské osoby.

### Zajímavost

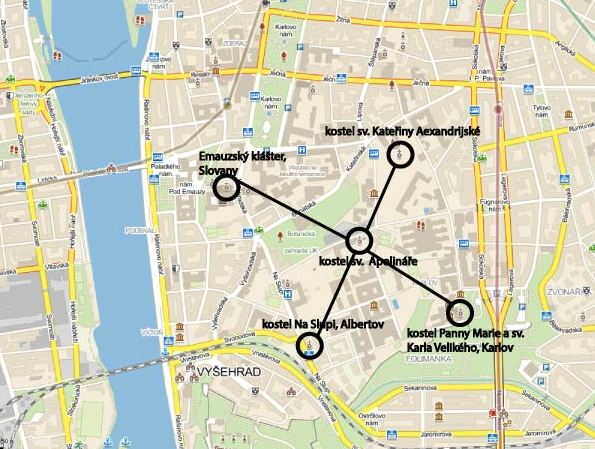
Kříž kostelů

Pět novoměstských kostelů, založených Karlem IV. tvoří pravidelný kříž. Severo-jižní rameno tvoří spojnice kostelů sv. Kateřiny a Kostel Zvěstování Panny Marie Na slupi, západo-východní rameno Kostel Nanebevzetí Panny Marie a svatého Karla Velikého a kostel Panny Marie na Slovanech, ramena se protínají v kostele sv. Apolináře.
Karel Veliký není svatořečen v katolické církvi (byl ale svatořečen vzdoropapežem Paschalem III.), název kostelu tak nedává v současnosti plně smysl. 

### Legenda
Ke stavbě klenby se vztahuje pověst, podle které stavitel klenby uzavřel k její stavbě smlouvu s ďáblem, aby ji dokončil. Když pak uviděl klenbu, zhrozil se její velikosti. Ve strachu, že se klenba zřítí, podpůrné lešení zapálil a sám se oběsil. Klenba vydržela - ďábel smlouvu dodržel, ale získal stavitelovu duši. Literárně zpracoval tuto legendu např. Alois Jirásek ve Starých pověstech českých. Zfilmována byla v roce 1919 pod názvem Stavitel chrámu s Rudolfem Deylem st. v roli stavitele.

## Galerie

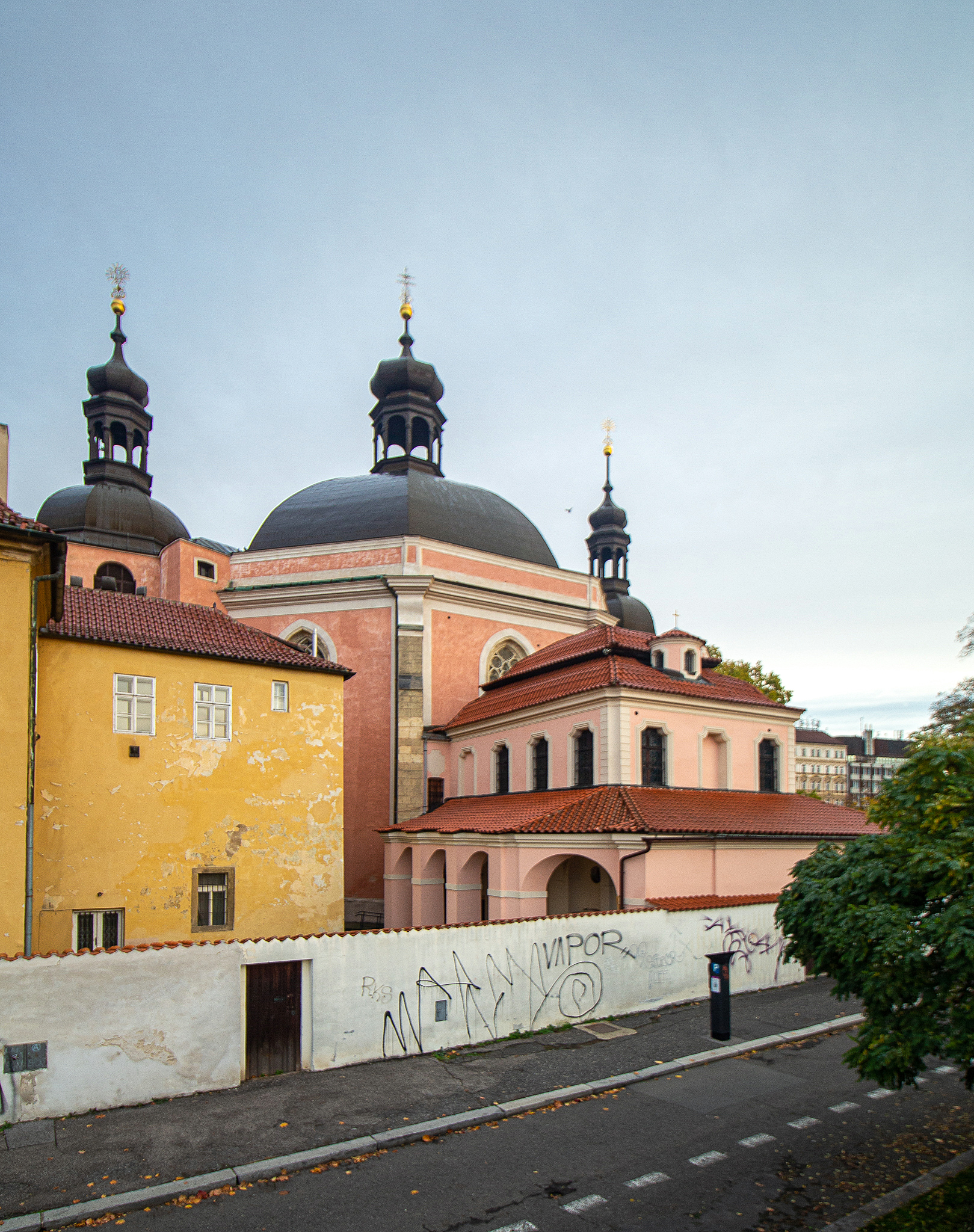
Kostel a budova svatých schodů
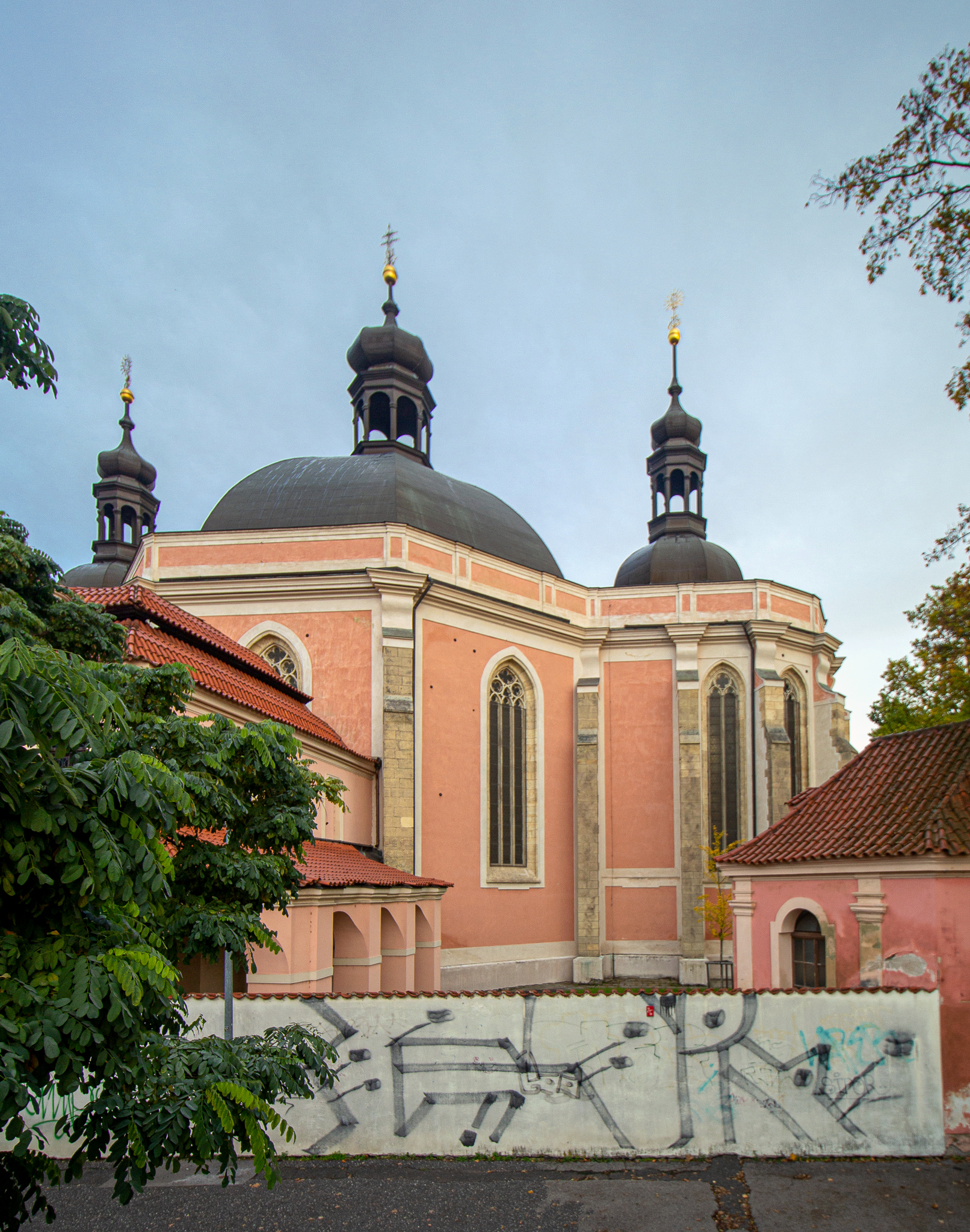
Pohled z jižní strany
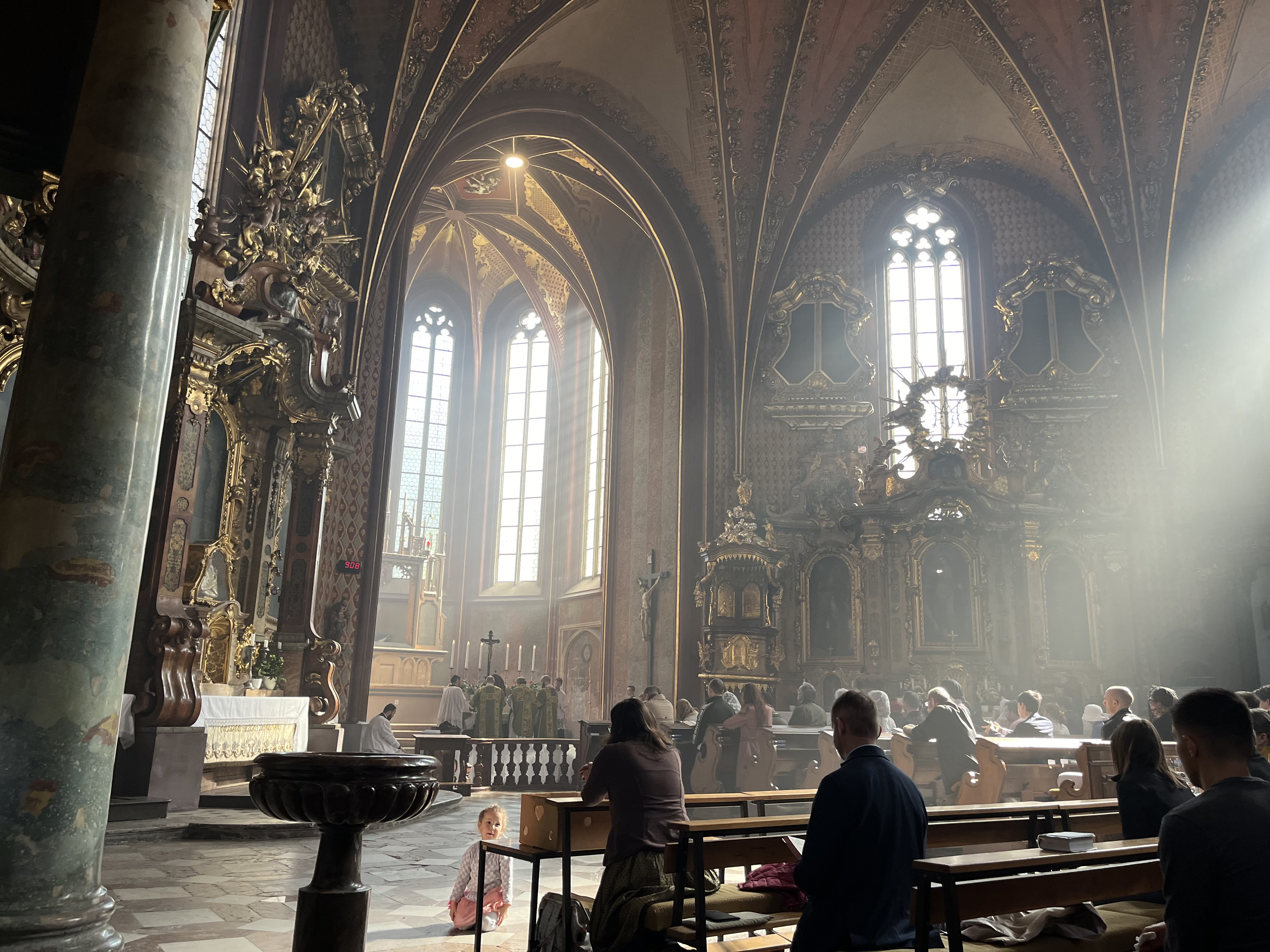
Interiér kostela (bez oltáře), Tridentská mše
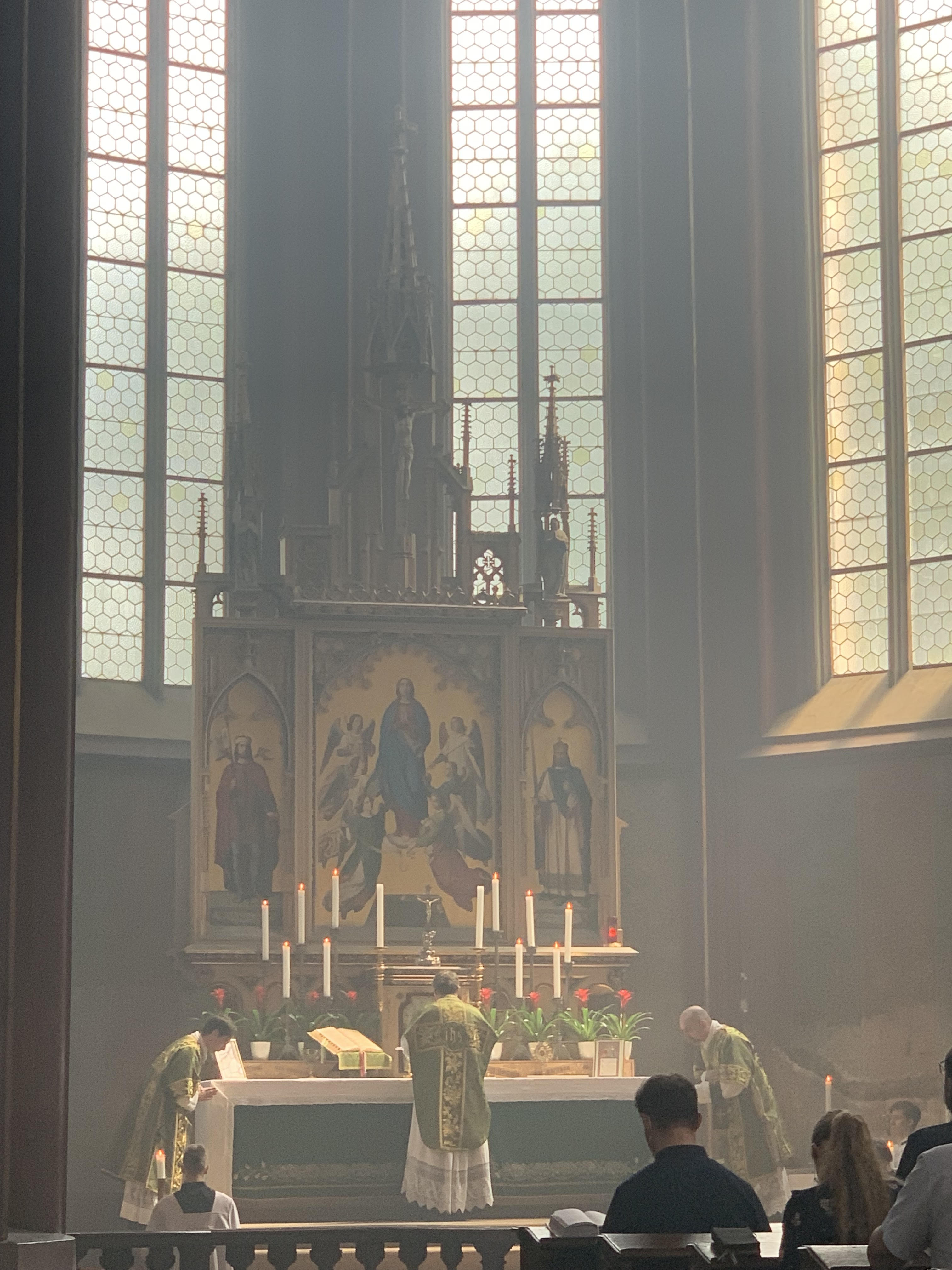
p. Stanislav Přibyl při celebrování Tridentské Mše u hlavního oltáře
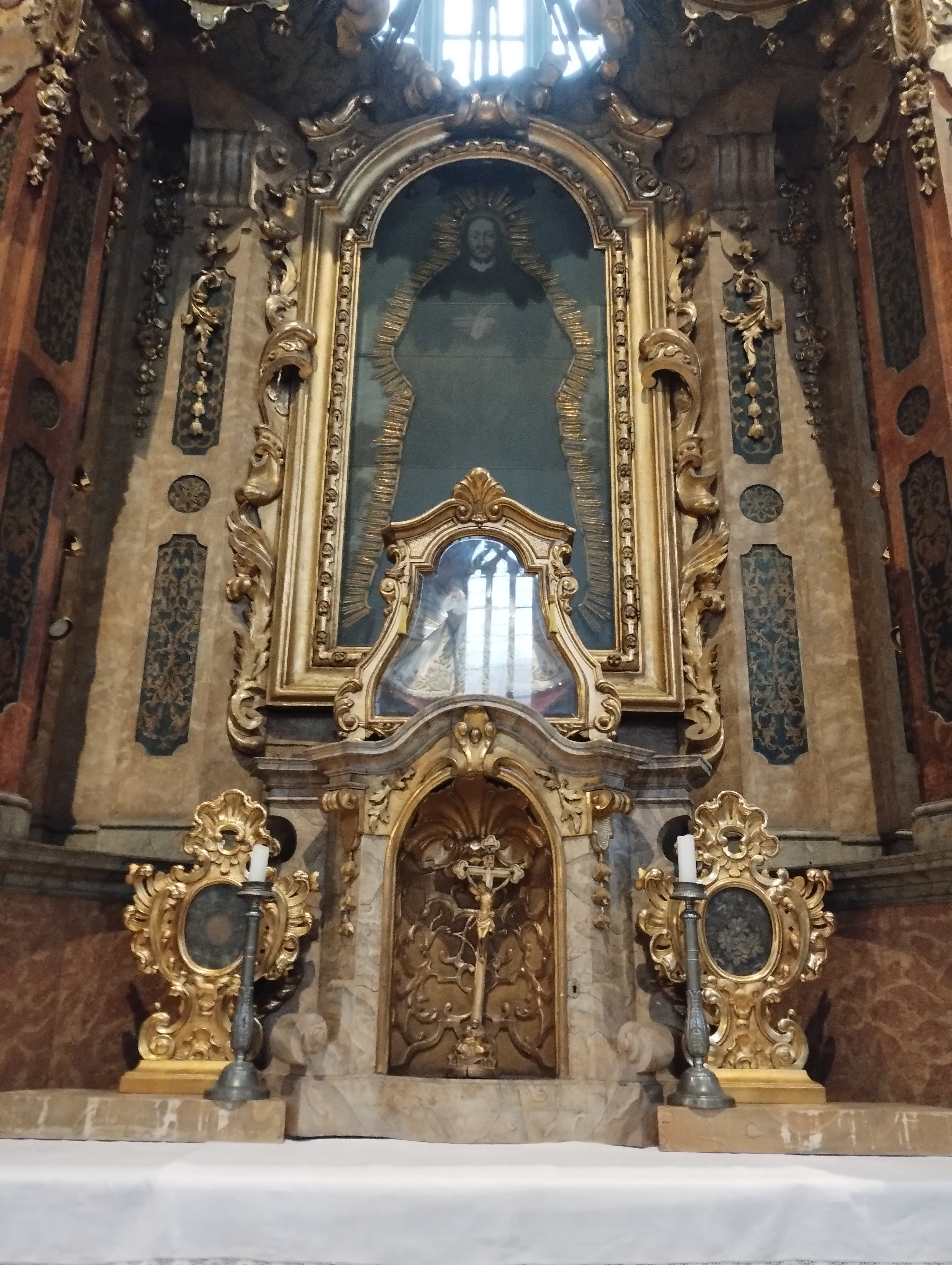
Interiér kostela
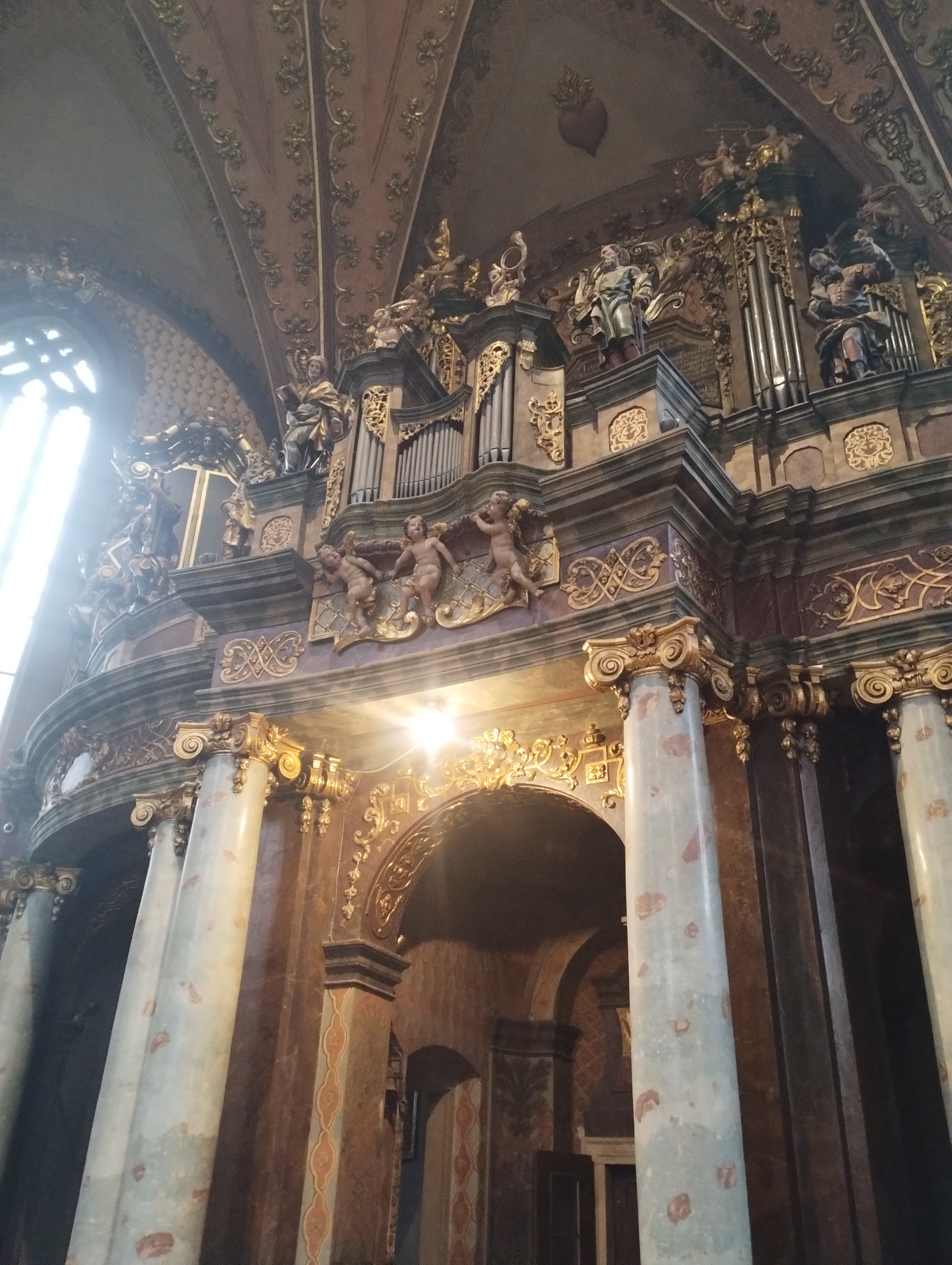
Varhany v kostele na Karlově
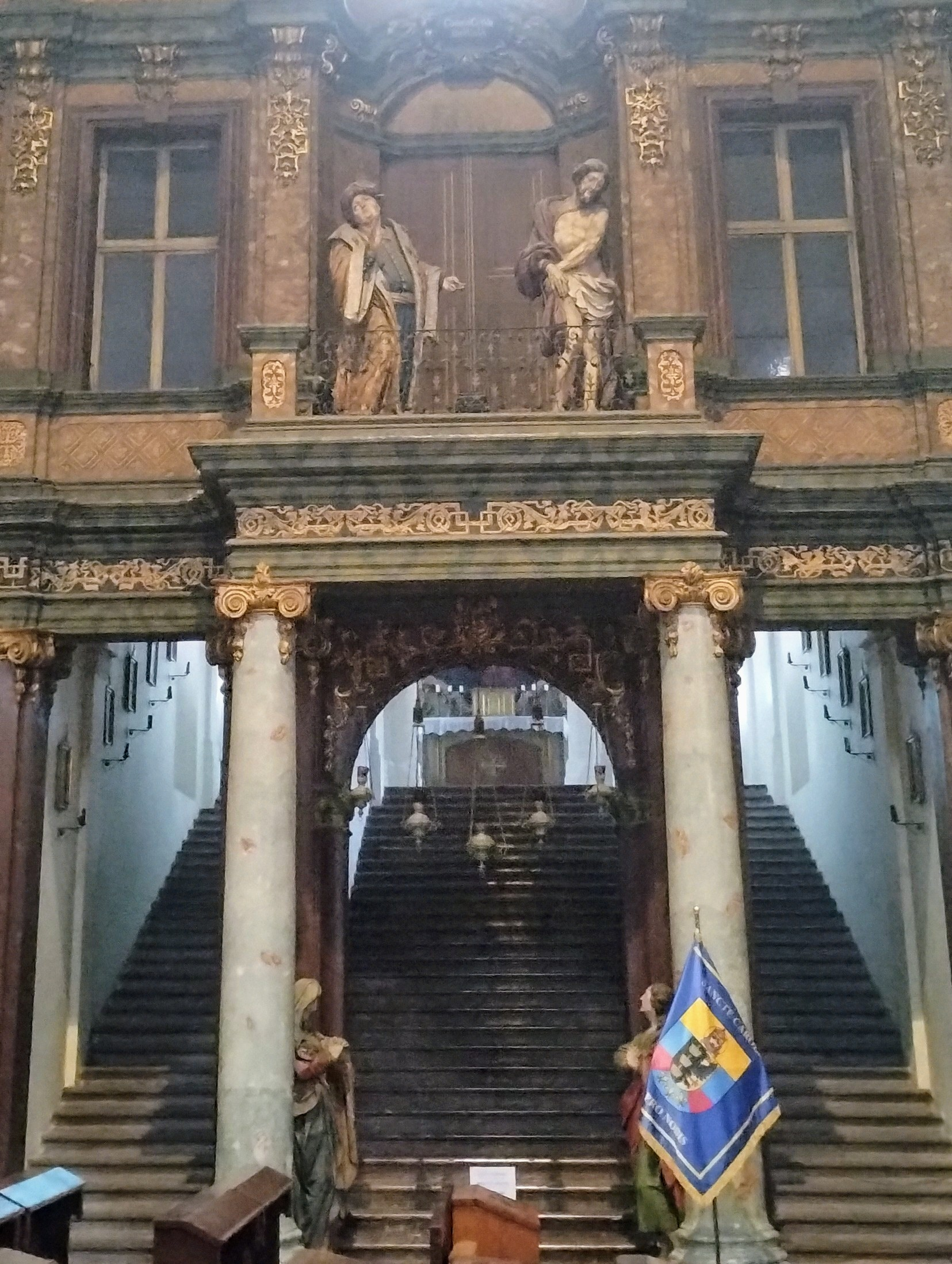
Svaté schody a balkon se sochami "Ecce homo"
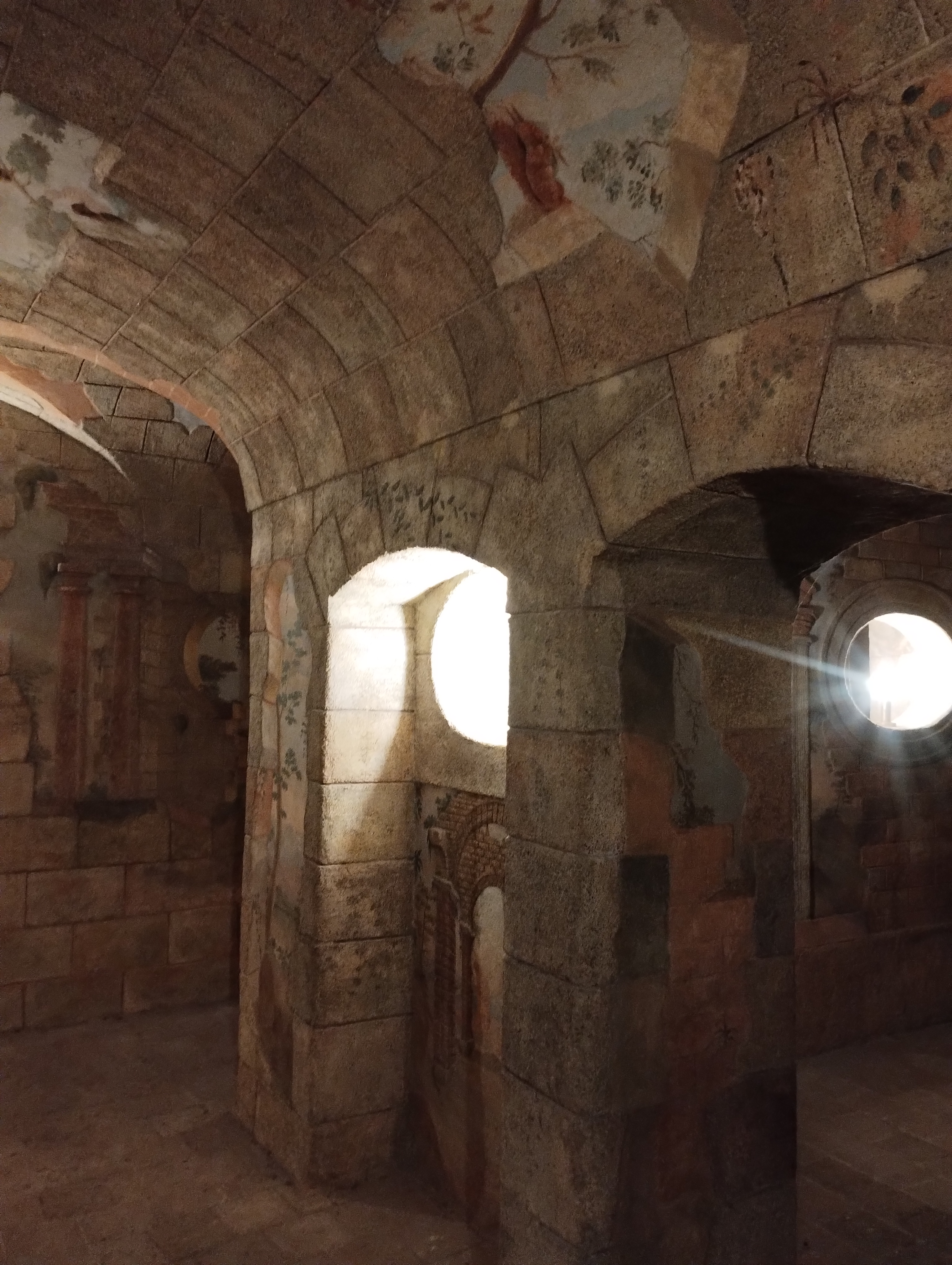
Betlémská jeskyně
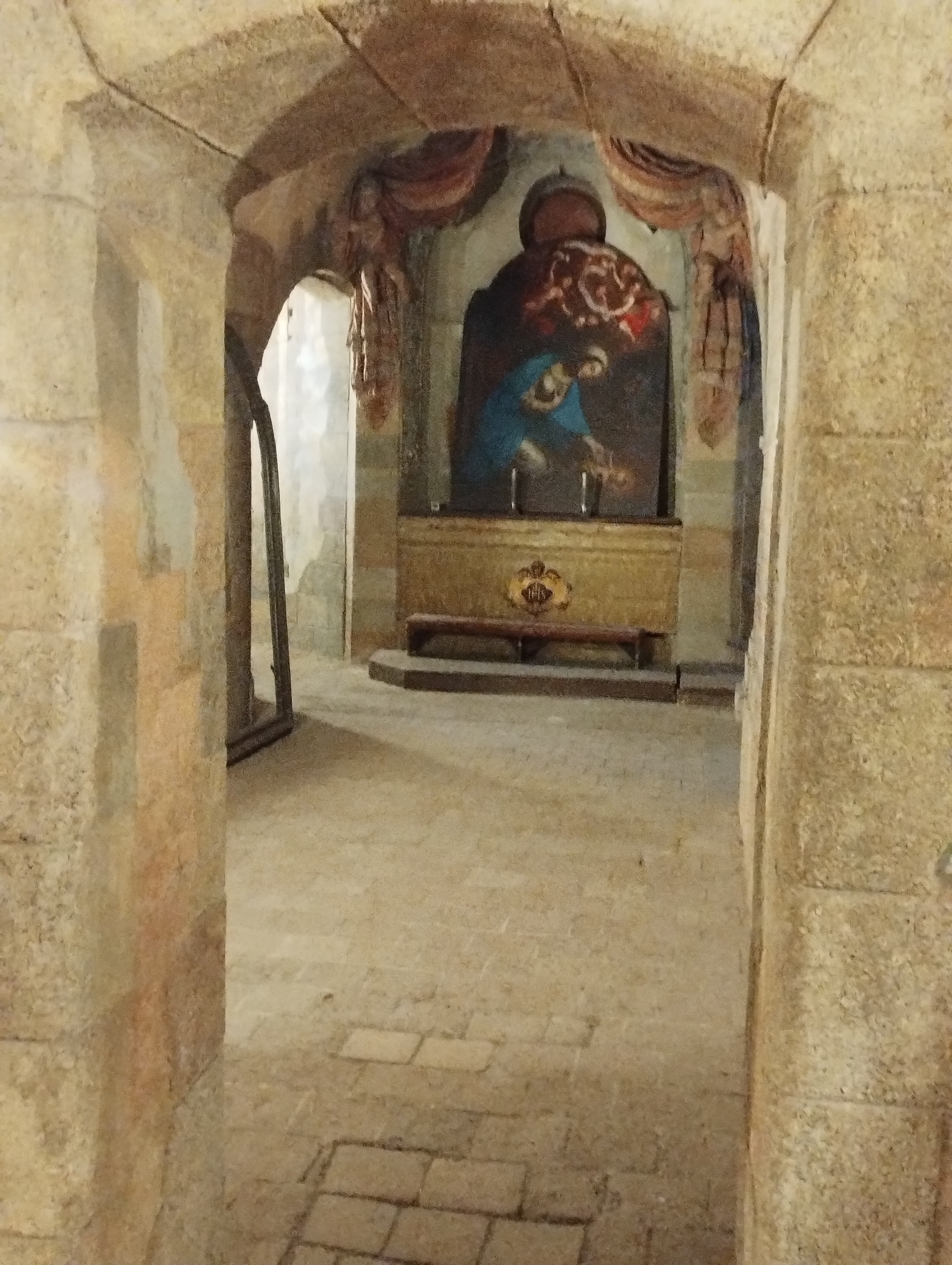
Betlémská jeskyně
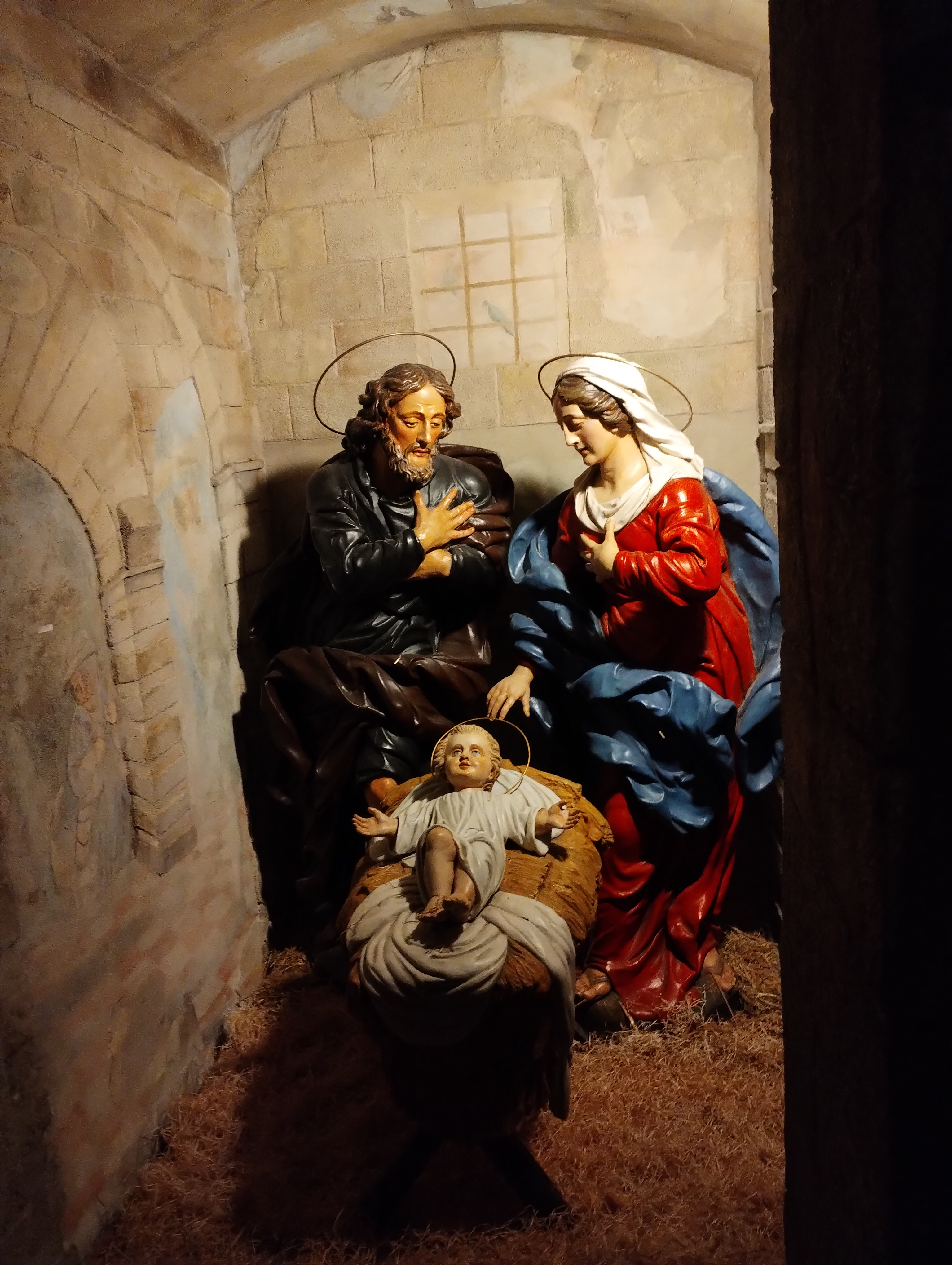
Nejstarší jesličky v Praze